# Schloss Frýdlant

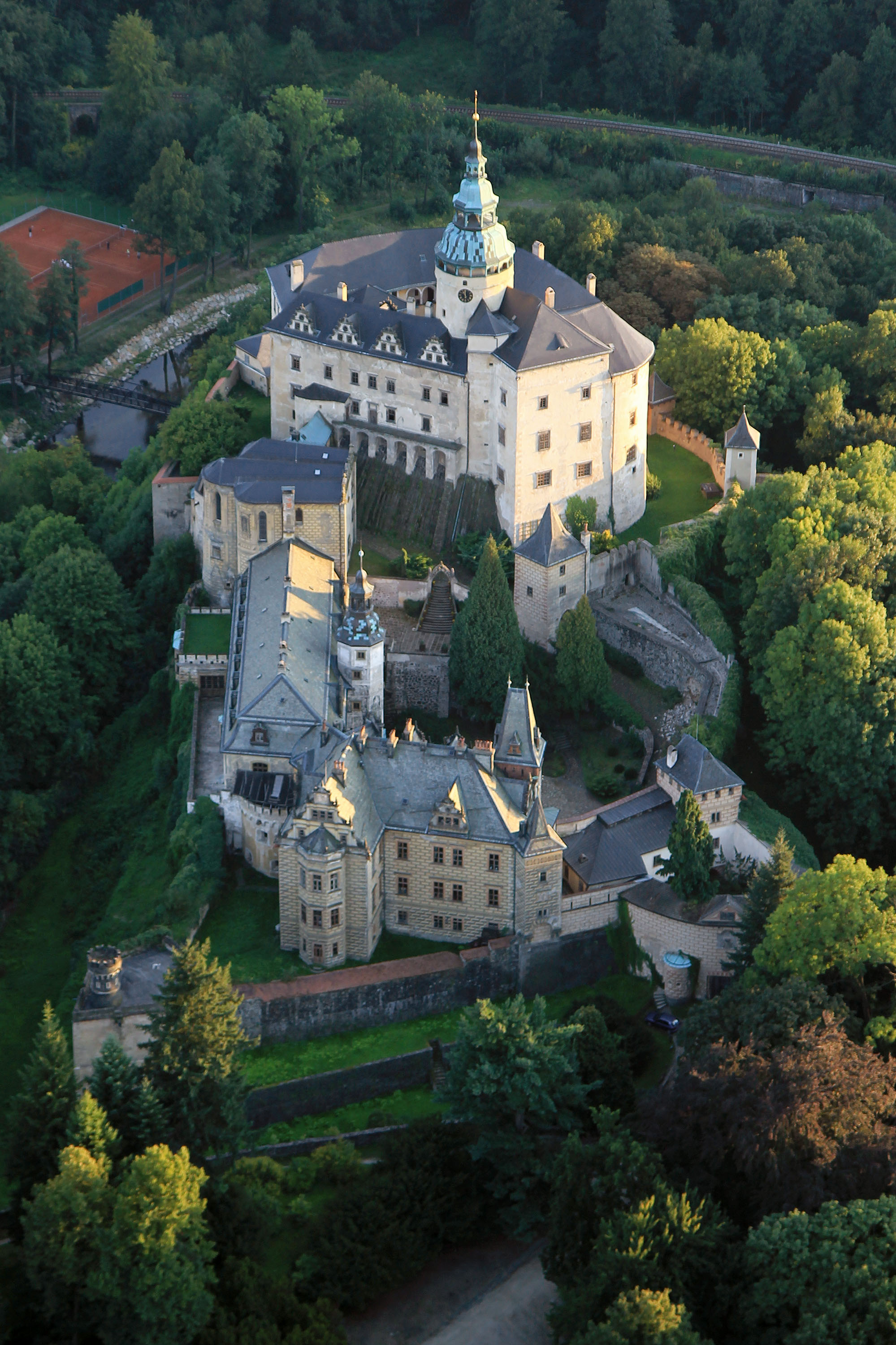
Schloss Frýdlant (Luftaufnahme)

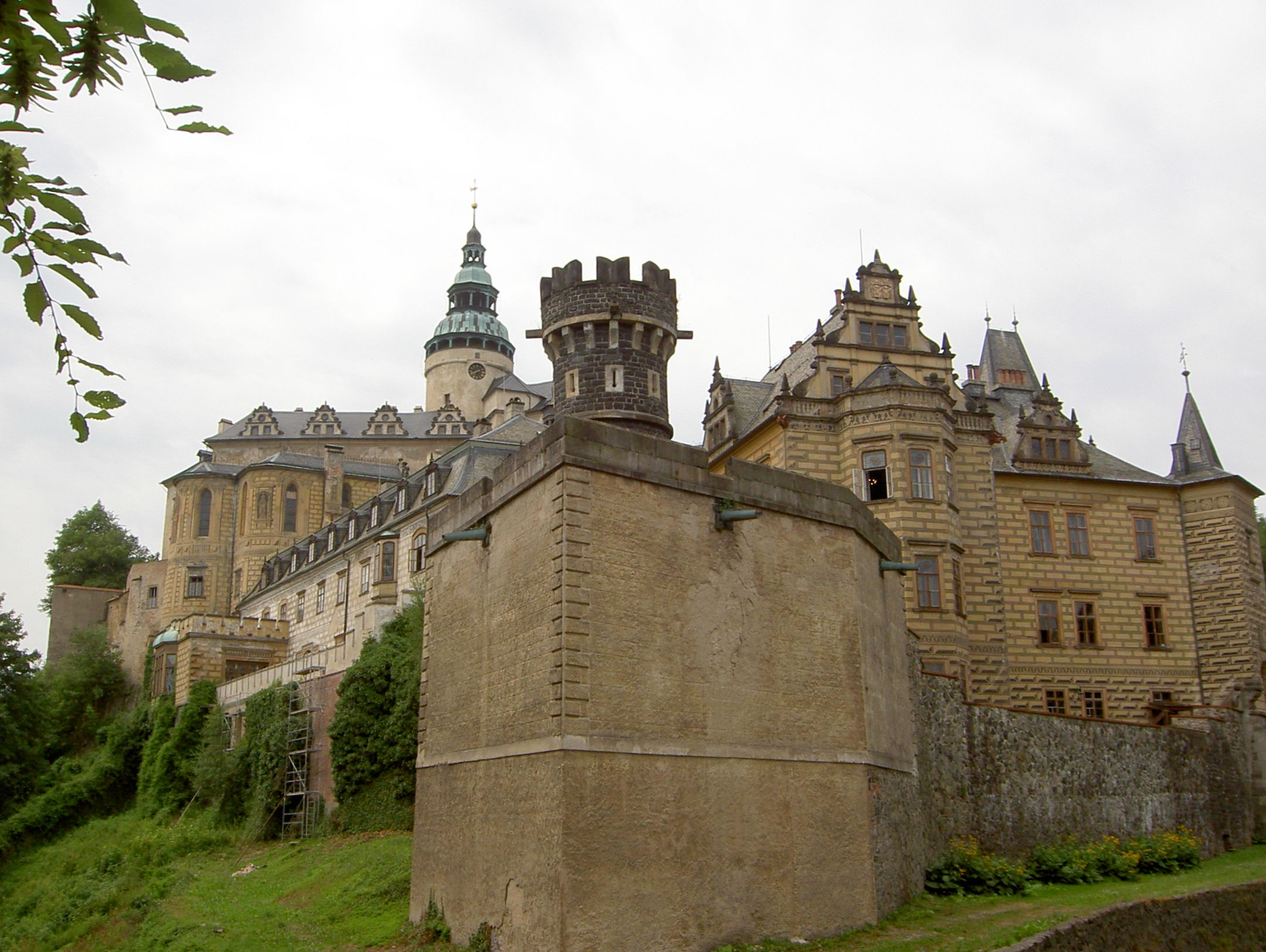
Schloss Frýdlant von Nordost

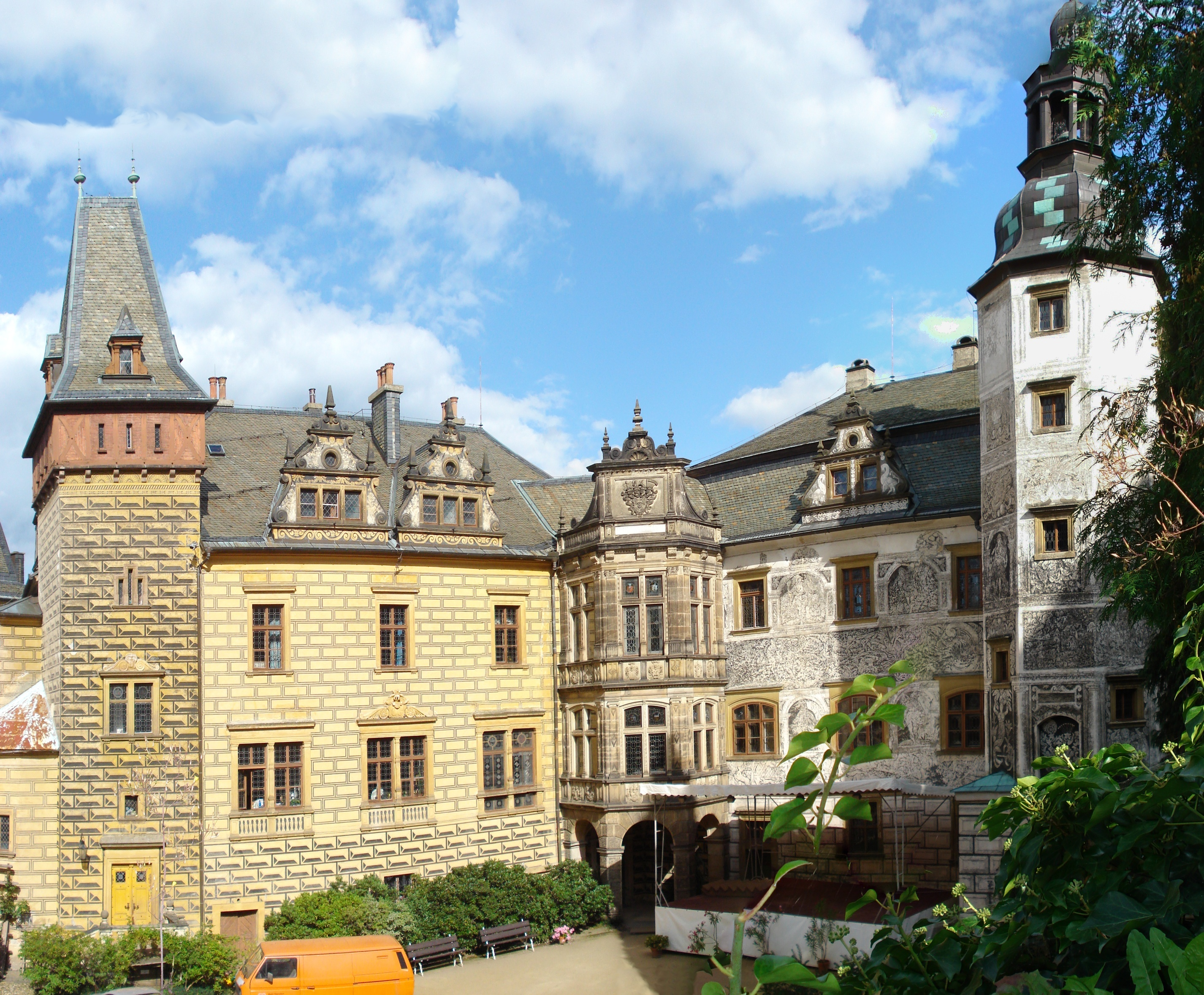
Burghof

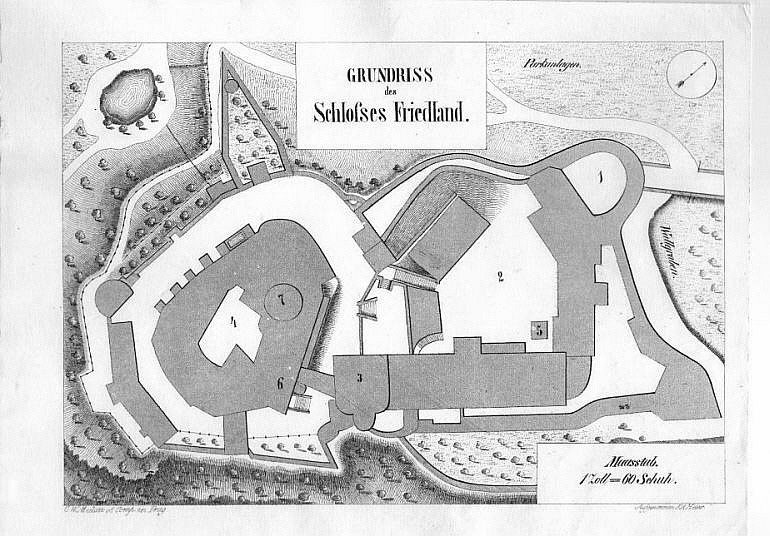
Plan von Schloss Friedland um 1850

Das Schloss Frýdlant (deutsch Friedland) liegt am Rand der Stadt Frýdlant v Čechách im Okres Liberec, Tschechien. Von 1621 bis 1634 war das Schloss im Besitz Wallensteins.

## Geschichte
Die frühgotische Burg wurde von der Familie von Ronow erbaut. Aus dieser Zeit stammt auch der Kern des runden Turms, der noch heute den Bau dominiert.
1278 ging die Burg in den Besitz der Herren von Bieberstein über, die sie um weitere Objekte ergänzten.
Am 1. April 1558 erwarb Friedrich von Rödern Schloss und Herrschaft Friedland für 40.000 Taler von Kaiser Ferdinand I. Ihm folgten seine Söhne, von denen ab 1591 allein der Feldmarschall Melchior von Redern (1555–1600) übrig blieb. Nach Plänen des italienischen Architekten Marco Spazio wurde um 1600 die Anlage in der unterhalb der Burg gelegenen Vorburg durch einen dreigeschossigen Flügel mit Sgraffitodekorationen der Fassade zum Schloss ausgebaut. In dieser Bauphase entstand auch eine neue Schlosskapelle mit einem Hochaltar der Spätrenaissance.
Der Sohn, Christoph von Redern, kämpfte 1620 als Dragoneroffizier im Dienst der böhmischen Rebellen (und ihres Winterkönigs Friedrich I.) gegen die Habsburger Herrschaft in der Schlacht am Weißen Berg. Nachdem die Sache der Aufständischen verloren war, kehrte er auf Schloss Friedland zurück, wo er wenig später seinem Vetter Joachim Andreas von Schlick, der als Anführer der Aufständischen aus Bautzen geflohen war, Zuflucht gewährte. Schlick wurde hier am 18. März 1621 von eingedrungenen kursächsischen Truppen festgenommen und nach Dresden verbracht, Redern entkam nach Schlesien und Polen, sein Besitz wurde konfisziert. Zum Tag der Hinrichtung des vom sächsischen Kurfürsten an den kaiserlichen Sondergerichtshof nach Prag ausgelieferten Schlick am 21. Juni 1621 erfolgte die Verpfändung der Herrschaften Friedland und Reichenberg an den kaiserlichen Obristen Albrecht von Wallenstein, der sie ein Jahr später für 150.000 böhmische Gulden (allerdings de Witte’sche Inflationsgulden) erwarb. Durch Arrondierungen verband er sie mit seiner gleichzeitig erworbenen, weiter südlich in Böhmen gelegenen Herrschaft Gitschin. Aufgrund des Besitzes der Herrschaft wurde Wallenstein 1625 zum Herzog von Friedland erhoben. Nach seiner Ermordung 1634 wurde sein Besitz ebenfalls konfisziert und die Herrschaft seinem Gegenspieler Matthias Gallas verkauft, dem Oberbefehlshaber der kaiserlichen Armee. Von 1757 bis 1945 gehörte sie den Grafen Gallas und später Clam-Gallas.
Nach Schlossbränden am Ende des 17. Jahrhunderts kamen frühbarocke Umbauten hinzu.
Im Schloss sind 50 Räume öffentlich zugänglich. Die Inneneinrichtung besteht aus Möbeln der letzten vier Jahrhunderte. Vollständig erhalten sind zahlreiche Raumschöpfungen aus dem 19. Jahrhundert im Stil des Historismus, die bis 1945 als Wohnräume der Besitzerfamilie genutzt wurden (vor allem im Renaissanceflügel aus der Zeit um 1600). Hier hat sich auch die originale mobile Ausstattung in seltener Vollständigkeit aus dieser Zeit erhalten. Zu besichtigen sind weiter Keramik und Porzellan sowie eine Waffenkammer und eine Pfeifenausstellung.
Aus dem Anfang des 20. Jahrhunderts stammt die Schlossküche mit einer Sammlung von Kupfer- und Zinngeschirr. Beide Öfen und der Grill sind noch funktionsfähig.
Im Februar 1922, während eines Erholungsaufenthaltes im nahen Spindlermühle, begann Franz Kafka seinen Roman Das Schloss zu schreiben. In seinen autobiografischen Schriften gibt es wenige Hinweise auf die Entstehung des Schlossromans. Es wird aber für möglich gehalten, dass Schloss Friedland erste Anregungen zu dem Stoff geliefert haben könnte. Später hielt sich Kafka in der Hohen Tatra unweit der Arwaburg auf, in der 1921 der Murnau-Film Nosferatu gedreht worden war. Beide Burgen könnten ihm als Inspirationsquelle gedient haben.
Eine neuere Spur zum Bernsteinzimmer führt auf Schloss Friedland. Im Februar 1945 sollen zahlreiche Kisten dorthin verbracht und im Keller des Schlosses eingemauert worden sein.

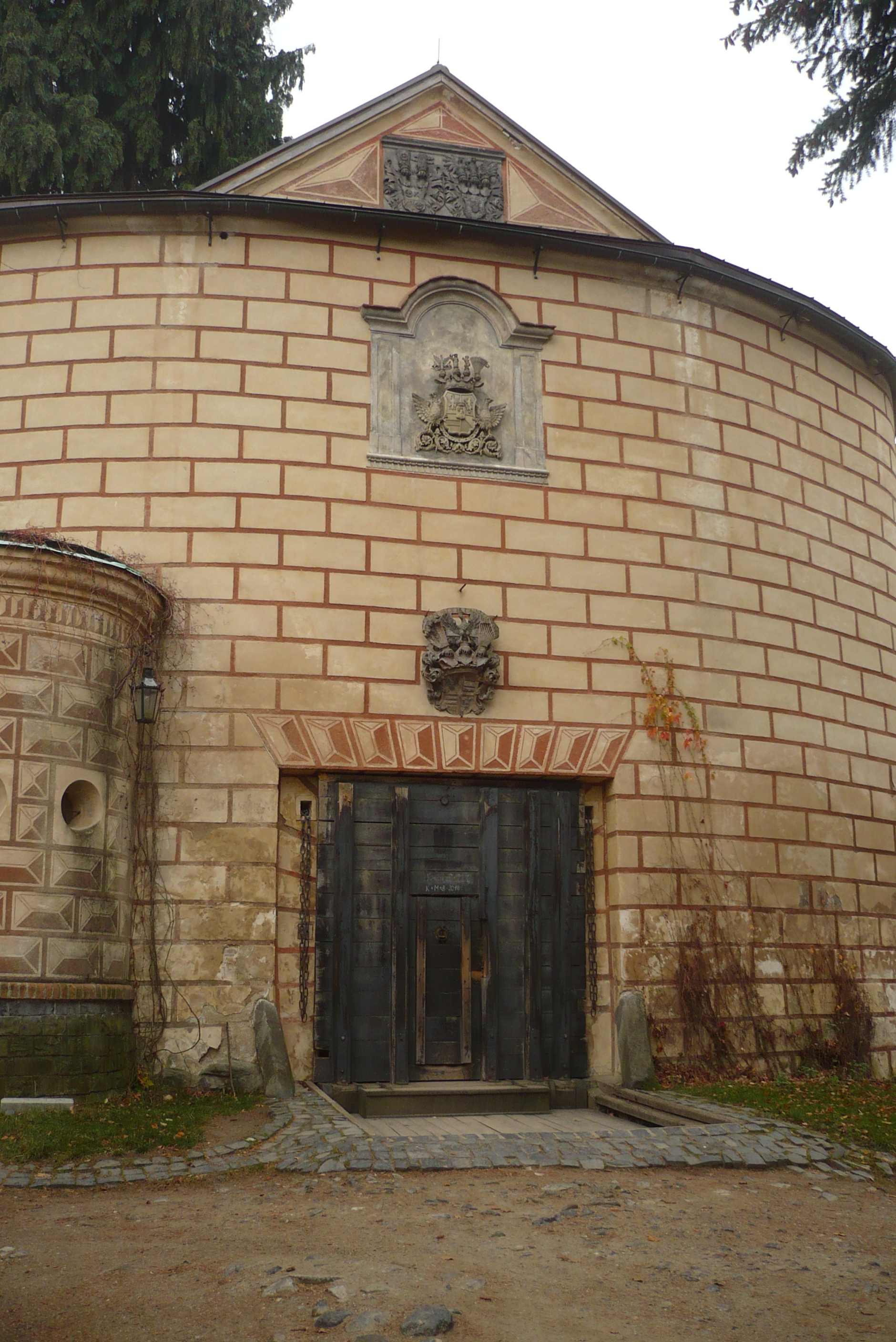
Wappen
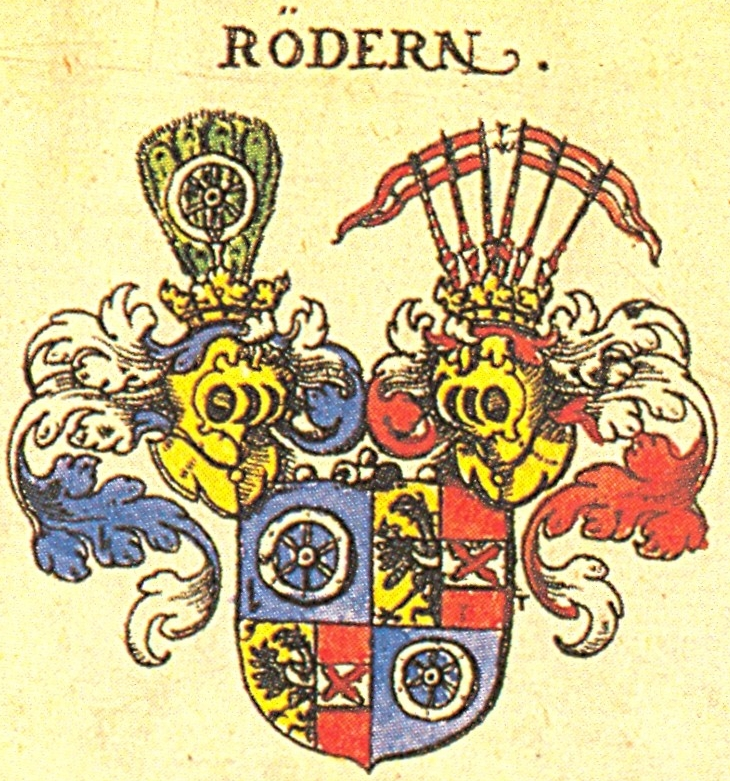
Wappen Rödern (l, Giebel)
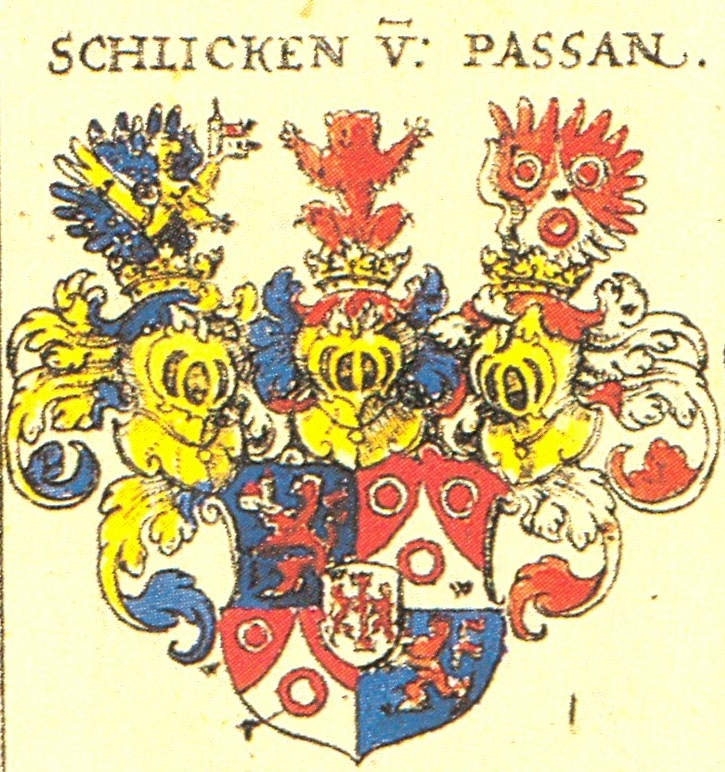
Wappen Schlicken (r, Giebel)
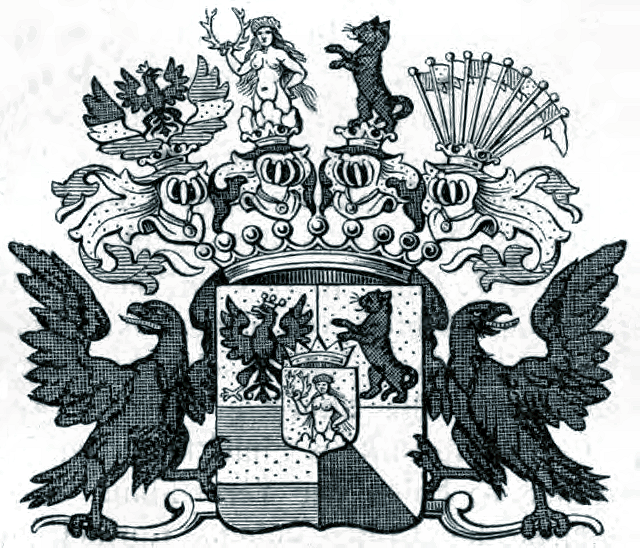
Wappen Clam-Gallas (o)
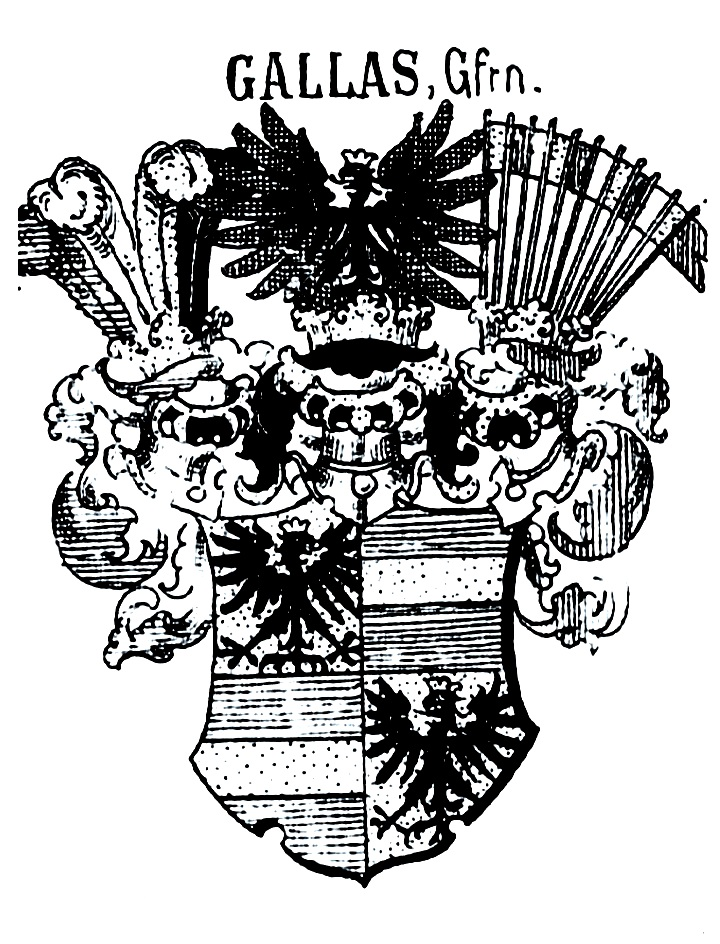
Wappen Gallas (u)